# Canthigaster supramacula
Canthigaster supramacula, tên thông thường là cá nóc Tây Phi, là một loài cá biển thuộc chi Canthigaster trong họ Cá nóc. Loài này được mô tả lần đầu tiên vào năm 2002.

## Phân bố và môi trường sống
C. supramacula có phạm vi phân bố ở Đông Đại Tây Dương. Loài này được tìm thấy ở ngoài khơi Bờ Biển Ngà và Ghana; quần đảo São Tomé và Príncipe và quần đảo Cape Verde. Phạm vi phân bố của C. supramacula có thể trải rộng dọc theo bờ biển Tây Phi. C. supramacula được thu thập xung quanh các rạn san hô ở khu vực có nhiều đá cuội, độ sâu khoảng từ 2 đến 50 m.

## Mô tả
Chiều dài tối đa được ghi nhận ở C. supramacula là khoảng 4 cm. Danh pháp khoa học của loài cá này ám chỉ đốm đen trên gốc vây lưng của nó.
Số gai ở vây lưng: 0; Số tia vây mềm ở vây lưng: 10; Số gai ở vây hậu môn: 0; Số tia vây mềm ở vây hậu môn: 9; Số tia vây mềm ở vây ngực: 16.
Cũng như những loài cá nóc khác, C. supramacula có khả năng sản xuất và tích lũy các độc tố như tetrodotoxin và saxitoxin trong da, tuyến sinh dục và gan. Mức độ độc tính khác nhau tùy theo từng loài, và cũng phụ thuộc vào khu vực địa lý và mùa.
Thức ăn của C. supramacula rất đa dạng, bao gồm rong tảo, các loài động vật giáp xác và động vật thân mềm. C. supramacula đôi khi được đánh bắt nhằm mục đích thương mại cá cảnh, nhưng rất hiếm.